# Taraba
Taraba är en delstat i östra Nigeria, gränsande till Kamerun i öster. Den bildades 1991 och var tidigare en del av Gongola, som detta år delades in i delstaterna Taraba och Adamawa.